# Lieberkuehnia
Lieberkuehnia, en ocasiones erróneamente denominado Arlieberkuehnium, es un género de foraminífero bentónico de la subfamilia Allogromiinae, de la familia Allogromiidae, del suborden Allogromiina y del orden Allogromiida. Su especie tipo es Lieberkuehnia wagneri. Su rango cronoestratigráfico abarca el Holoceno.

## Clasificación
Lieberkuehnia incluye a la siguiente especie:
- Lieberkuehnia wagneri